# 9. јануар
9. јануар је девети дан у години у Грегоријанском календару. 356 дана (357 у преступним годинама) остаје у години после овог дана.

## Догађаји
- 475 — Флавије Василиск (Латин: Флавиус Басилисцус Аугустус) постаје византски цар.
- 681 — Дванаести савет у Толеду: краљ Ервиг од Визигота покреће савет у коме спроводи различите мере против Јевреја у Шпанији.
- 1078 — Папа Гргур VII одговорио је Михаилу Војислављевићу, ословљавајући га са »краљу Словена« да ће му, по налогу правде, краљевске знаке (инсигније) свакако упутити, али одлуку о уздизању Барске бискупије на ранг надбискупије донети након доласка у Рим неког способног изасланика, који би изложио стање црквене организације у Дукљи. Михаило, који је наследио кнеза Војислава, већ је био крунисан годину дана раније.
- 1792 — Руско-Турски рат: Потписан је мир у Јашију између Русије и Османског царства којим је окончан руско-турски рат, који је Отоманско царство отпочело у августу 1787. Река Дњестар постала је граница две земље, али је Русија добила црноморско приморје између река Буг и Дњестар с градом Очаков, а потврђен је и документ из 1783. о припајању Русији полуострва Крим и области Кубањ.
- 1793 — Француз Жан Пјер Бланшар извео први лет балоном изнад северноамеричког континента.
- 1799 — Наполеонови ратови: Британски премијер Вилијам Пит млађи увео је порез на доходак од 2 шилинга на једну фунту како би прикупио средства за ратне напоре Велике Британије у Наполеоновим ратовима.
- 1804 — Први српски устанак: Испред манастира Моравица Турци убили српског архимандрита Георгија Ђорђевића Хаџи-Ђеру, народног првака у рудничком крају. Шест дана потом почела је „сеча кнезова”, што је и довело до устанка.
- 1822 — Независност: Португалски принц Педро I од Бразила одлучио је да остане у Бразилу противећи наредби португалског краља Жоао VI, чиме је започет процес бразилски независности.
- 1847 — Америчко-мексички рат: Започела битка код Ла Месе.
- 1853 — Концентрацијом турских трупа код Спужа и одбацивањем црногорских снага на десну обалу Зете, остварена је прва фаза ратног плана Омер-паше Латаса и отпочеле припреме за одлучујући ударац на Црну Гору. Тај велики поход турске војске на Црну Гору, организован крајем 1852. познат је као Прва Омер-пашина војна. У тој фази напада одиграле су се битке око Жупског манастира, Острога, Грахова, Црмнице, Стубице и Спужа. Интервенцијом великих сила прекинут је први поход Омер-паше Латаса на Црну Гору, коју је турска војска почела да напушта 12. фебруара 1853. године.
- 1861 —
  - Независност: Амерички грађански рат: Инцидент „Звезда Запада” (пароброд) догодио се у близини Чарлстона у Јужној Каролини. Звезда Запада је био амерички цивилни пароброд, а ангажован од стране владе САД за транспорт војних залиха у америчком војном гарнизону Форт Сумтер. Недељама након што је Јужна Каролина изјавила да се отцепила од Сједињених Америчких Држава, и то пре него што су учиниле друге државе да би формирале Конфедерацију, то је био почетак грађанског рата и борбе Јужне Каролине да стекне независност. Пароброд Звезда Запада је дошао у луку Чарлстон да би снабдео гарнизон мајора Роберта Андерсона у тврђави Сумтер. На брод је пуцано и погођен је три пута, што су заправо били први хици на неки брод у Америчком грађанском рату. Иако брод није претрпео већу штету, капетан Јохн МцГован сматрао је да је превише опасно за наставак пута и окренуо је брод и напустио је луку, после чега се брод вратио према матичној Њујоршкој луци.
  - Независност: Амерички грађански рат: Мисисипи је постао друга држава која се отцепила од Уније пре избијања рата.
- 1878 —
  - Први српско-турски рат: У том рату српска војска је ушла у Ниш, а Турци наредног дана предали тврђаву и варош, чиме је окончана турска управа у том граду. Борбе трајале 25 дана, а одлучујућа била победа Браничевске бригаде на Чегру. У завршним операцијама Моравски и Шумадијски корпус освојили су све стратешке објекте у Нишу.
  - Умберто I постаје италијански краљ.
- 1911 — Ваздухопловство: У Доњем граду, на потезу од турског хамама (данас планетаријум) према ушћу Саве у Дунав, испод калемегданске тврђаве, пионир ваздухопловства Словенац Едвард Русијан (1886—1911) узлетео је својом летелицом, која се убрзо срушила под бедемима београдске тврђаве и Русијан је погинуо. Едвард Русјан, пионир ваздухопловства и један од првих авијатичара уопште и био је активан популаризатор у то време сензационалног ваздухопловства. Он је у сарадњи са Србином Михајлом Мерчепом, крајем 1910. у Загребу, саградио једнокрилац назван „Мерчеп—Русјан”. Русјан је 67. на листи пилота који су до тада погинули у ваздухопловним удесима.
- 1916 — Први светски рат: Битка код Галипоља закључена је победом Османског царства када су последње савезничке снаге евакуисане са полуострва.
- 1917 — Први светски рат: Британска војска је поразила османску војску у бици код Рафе, у близини египатске границе са Палестином.
- 1919 — Независност: У Чаковцу усвојена Резолуција о отцепљењу Међумурја од Мађарске.
- 1921 — Грчко-турски рат: Прва битка код Инону-а, у близини Ескишехира у Анадолији.
- 1942 — Други светски рат: У Петровграду (садашњи Зрењанин), Кикинди и другим местима у Банату Немци су стрељали 150 комуниста и симпатизера партизана. Истог дана мађарске окупационе власти почеле масовно хапшење и убијање Срба с друге стране реке Тисе. У Ђурђеву код Жабља, Шајкашу и Госпођинцима стрељано 60 Срба.
- 1944 — Други светски рат: Почело савезничко Бомбардовање Пуле у Другом светском рату.
- 1945 — Други светски рат: Почело искрцавање америчких трупа на највеће филипинско острво Лузон. Борбе окончане 15. августа капитулацијом јапанских снага.
- 1953 — Потонуо јужнокорејски путнички ферибот, живот изгубило 349 особа.
- 1957 — Британски премијер Сер Антхони Еден подноси оставку због неуспеха да поново задржи Суецки канал. После Египатске независности, Египат је преузео и суверенитет над Суетским каналом. Дошло је до рата Енглеза и Египћана, где су Енглези изгубили у том рату и повукли се, па од тада Египат контролише Суетски канал.
- 1962 — СССР и Куба потписали трговински споразум на основу ког је Куба добијала робу по повлашћеним, ниским ценама. Уговор престао да важи 1991.
- 1964 — Америчке трупе у Панами у крви су угушиле студентске демонстрације против присуства САД у зони Панамског канала, усмртивши 22 панамска студента.
- 1978 — Иранска револуција: У Ирану је почела револуција у којој је годину дана касније збачен са власти шах Реза Шах Пахлави.
- 1992 — Рат у БиХ: Реагујући на одлуку Муслимана и Хрвата да затраже признање суверене Босне и Херцеговине од Европске заједнице, скупштина српског народа у Босни и Херцеговини, „као легитимни, слободно и демократски изабрани представник његових права и интереса, остварујући његову плебисцитом изражену вољу”, донела је Декларацију о проглашењу Републике српског народа у БиХ и саопштили да је та република федерална јединица Југославије.
- 1994 — Рат у БиХ: Армија Босне и Херцеговине је напала Витез.
- 1996 —
  - Први чеченски рат: Чеченски побуњеници заузели болницу и узели најмање 2.000 талаца у дагестанском граду Кизљар. Побуњеници тражили прекид рата у својој држави.
  - Рат у БиХ: Обустављен ваздушни хуманитаран мост за Сарајево, највећи ваздушни мост у историји ваздухопловства после совјетске блокаде Берлина. Током три и по године рата у Босни, обављено 13.000 хуманитарних летова којима је допремљено више од 160.000 тона помоћи.
- 1999 — Приликом хапшења, припадници Француског дела СФОР-а су безразложно убили Србина Драгана Гаговића, оптуженог пред Међународним судом у Хагу за ратне злочине почињене у Рату у Босни и Херцеговини (1992—1995), у тренутку док је својим колима превозио децу.
- 2001 —
  - Међународни кривични суд: Бивша председница Републике Српске Биљана Плавшић добровољно је отпутовала у Хаг. Тужилаштво Трибунала подигло је против ње оптужницу у јулу 2000. године, којом је терети да је у периоду од 15. јула 1991. године до 31. децембра 1992. године, као члан Председништва БиХ, а потом председница Републике Српске, предузимала одређене радње које, према мишљењу Тужилаштва, представљају „ратне злочине који спадају у надлежност Суда”.
  - У оквиру Савета министара БиХ формиран је Интерресорски министарски савет, који ће се бавити проблемом такозваног балканског синдрома, односно последицама бомбардовања НАТО муницијом пуњеном осиромашеним уранијумом.
- 2002 —
  - Ембарго: САД укинуле санкције на продају оружја Југославији, уведене 1996.
  - Влада САД покренула истрагу о стечају мултинационалне електродистрибутерске компаније „Енрон”, највећем банкротству у историји САД.
- 2003 — Хемијско оружје: U izveštaju Savetu bezbednosti inspektori za oružje, Hans Bliks i Mohamed el Baradej su naveli da do tada nisu otkrili nijedan dokaz da Irak poseduje ili da razvija hemijsko, biološko ili nuklearno oružje.
- 2004 — Турска је потписала протокол којим се укида смртна казна чак и у случају рата, што је био почетни корак за отпочињања преговора о њеном пријему у ЕУ.
- 2005 — Мировни споразум: Судански потпредседник Али Осман Таха и Џон Гаранг, шеф „Ослободилачког покрета суданског народа” (СПЛМ) — побуњеничке групе са југа Судана, потписали су у Најробију, у Кенији, мировни споразум након грађанског рата који је трајао 21 годину.
- 2007 —
  - ЦИА скинула ознаку тајне са докумената који описују улогу Томислава Мерчепа у Хрватској, када је починио и директно наредио бројне злочине над Србима.
  - Јапан је званично формирао министарство одбране, први пут после Другог светског рата.
- 2009 — Израел је одбацио резолуцију Уједињених нација која је обавезивала на хитан и трајан прекид ватре у Гази, док су млазњаци и тенкови поново гранатирали палестинску енклаву.
- 2011 — Независност: Одржан референдум за независност Јужног Судана.
- 2016 — У Приштини ескалирали сукоби између полиције и демонстраната који се противе Заједници српских општина; бацани Молотовљеви коктели на зграду владе.

## Рођења
- 1856 — Стеван Стојановић Мокрањац, српски композитор и музички педагог. (прем. 1914)[1]
- 1856 — Антон Ашкерц, словеначки песник и богословац. (прем. 1912)[2]
- 1890 — Карел Чапек, чешки књижевник. (прем. 1938)[3]
- 1908 — Симон де Бовоар, француска књижевница, филозофкиња егзистенцијализма, теоретичарка, политичка активисткиња и феминисткиња. (прем. 1986)[4]
- 1913 — Ричард Никсон, амерички политичар, 37. председник САД. (прем. 1994)[5]
- 1922 — Ахмед Секу Туре, гвинејски политичар и писац, 1. председник Гвинеје. (прем. 1984)[6]
- 1925 — Ли ван Клиф, амерички глумац. (прем. 1989)[7]
- 1932 — Божидар Павићевић, српски глумац. (прем. 2004)[8]
- 1941 — Џоун Бајз, америчка музичарка и активисткиња.
- 1944 — Џими Пејџ, енглески музичар и музички продуцент, најпознатији као гитариста група Led Zeppelin и The Yardbirds.[9]
- 1951 — Кристал Гејл, америчка музичарка.[10]
- 1954 — Мирза Делибашић, босанскохерцеговачки кошаркаш. (прем. 2001)[11]
- 1955 — Џеј Кеј Симонс, амерички глумац.[12]
- 1956 — Имелда Стонтон, енглеска глумица.[13]
- 1965 — Магси Боугс, амерички кошаркаш и кошаркашки тренер.[14]
- 1965 — Џоели Ричардсон, енглеска глумица.
- 1965 — Хадавеј, тринидадско-немачки музичар.[15]
- 1967 — Клаудио Каниђа, аргентински фудбалер.[16]
- 1970 — Лара Фабијан, белгијско-канадска музичарка и глумица.[17]
- 1973 — Стево Глоговац, српски фудбалер и фудбалски тренер.[18]
- 1973 — Шон Пол, јамајкански музичар и музички продуцент.[19]
- 1977 — Скуни Пен, амерички кошаркаш.[20]
- 1978 — Ђенаро Гатузо, италијански фудбалер и фудбалски тренер.[21]
- 1987 — Паоло Нутини, шкотски музичар.[22]
- 1988 — Младен Јеремић, српски кошаркаш.[23]
- 1989 — Нина Добрев, канадско-бугарска глумица.[24]
- 1989 — Самардо Самјуелс, јамајкански кошаркаш.[25]
- 1990 — Стефана Вељковић, српска одбојкашица.
- 1992 — Александар Ковачевић, српски фудбалер.[26]
- 1995 — Доминик Ливаковић, хрватски фудбалски голман.[27]
- 1997 — Вања Маринковић, српски кошаркаш.[28]
- 2004 — Стефан Лековић, српски фудбалер.

## Смрти
- 1873 — Наполеон III Бонапарта, француски политичар, државник и владар, председник Друге француске републике (1848—1852) и цар Другог француског царства (1852—1870). (рођ. 1808)[29]
- 1878 — Виторио Емануеле II Савојски, италијански краљ (1861—1978). (рођ. 1820)[30]
- 1911 — Едвард Русјан, словеначки пилот и ваздухопловни конструктор (рођ. 1886)[31]
- 1962 — Јован Гец, српски глумац, редитељ и драматург. (рођ. 1893 или 1894)[32]
- 2013 — Џејмс М. Бјукенан, амерички економиста, добитник Нобелове награде за економију (1986). (рођ. 1919)
- 2015 — Рој Тарпли, амерички кошаркаш. (рођ. 1964)
- 2016 — Ангус Скрим, амерички глумац, писац и новинар. (рођ. 1926)
- 2017 — Зигмунт Бауман, пољски социолог и филозоф. (рођ. 1925)
- 2019 — Анатолиј Лукјанов, совјетски и руски политичар. (рођ. 1930)
- 2019 — Милан Панчевски, друштвено-политички радник СФР Југославије и СР Македоније, последњи председник Председништва Централног комитета Савеза комуниста Југославије. (рођ. 1935)[33]
- 2023 — Чарлс Симић, српско-амерички песник, есејиста и преводилац. (рођ. 1938)[34]

## Празници и дани сећања
- Република Српска слави свој празник „Дан Републике Српске”
- Православна црква слави[35]::
  - Светог првомученика Стефана
  - Преподобног мученика Теодор и Теофана Начертаног
  - Светог Теодора Цариградског
  - Светог Луку Триглина, игумана манастира у Триглији (Τρίγλεια)
  - Светог Маврикија и са њиме седамдесет мученика
  - Светог мученика Маврикија
  - Преподобног Терапонта Бјелојезерског чудотворца[36]
  - Свештеномученика Тихона, архиепископа Вороњешког и 160 мученика убијених с њим[37]